# Piero Toscani
Piero Toscani (Milano, 28 luglio 1904 – Varenna, 23 maggio 1940) è stato un pugile italiano, che ha vinto la medaglia d'oro nella categoria dei pesi medi alle Olimpiadi di Amsterdam 1928.

## Biografia

### Carriera dilettantistica
Ottimo dilettante, vinse la medaglia d'argento ai Campionati italiani del 1925 nella categoria dei pesi medi, cedendo al campione uscente Orlando Leopardi. Due anni dopo, ai Campionati europei di Berlino fu fermato ai quarti di finale dal pugile locale 	Wilhelm Maier, che poi vincerà la medaglia d'argento. Nel 1928 vinse il titolo di Campione italiano a Milano e, grazie a questo risultato, fu selezionato per rappresentare l'Italia tra i pesi medi alle Olimpiadi di Amsterdam dello stesso anno.
Toscani batté ai punti il danese Ingvar Ludvigsen, lo svedese Oscar Kjallander e, in semifinale, il belga Léonard Steyaert, futuro sfidante al titolo europeo. In finale e conquistò l'oro battendo il cecoslovacco Jan Heřmánek, in un'edizione dei Giochi in cui i pugili italiani si distinsero in modo particolare, vincendo anche nelle categorie dei pesi gallo con Vittorio Tamagnini, nei leggeri con Carlo Orlandi, e conquistando un bronzo nei mosca con Carlo Cavagnoli.

### Carriera da professionista
Toscani passò professionista nel 1930, a venticinque anni. Non ha avuto una carriera particolarmente esaltante avendo conseguito soltanto undici vittorie e sei pareggi su un totale di 22 match combattuti con avversari non eccezionali. Fanno eccezione l'ex campione europeo dilettanti dei pesi welter Romano Caneva (2 vittorie e un pari) e il futuro Campione del Mondo Marcel Thil, da cui fu sconfitto per knock-out tecnico al terzo round, sul ring di Lione. Ha combattuto l'ultimo match l'8 marzo 1935 a Ginevra, battendo ai punti il modesto Lucien Delez.
È morto il 23 maggio 1940 in una casa di cura a Regoledo, frazione di Perledo (al tempo Varenna) poco prima di compiere 36 anni.